# 噻嗪類利尿劑
噻嗪類利尿劑（英語：thiazides）是利尿劑的一類。此類藥物可抑制氯化鈉在遠端曲小管的再吸收。這些藥會作用在遠端曲小管的細胞管腔膜上，競爭性拮抗頂端（管腔）膜上的鈉氯共同運送蛋白。

## 藥物
- 氫氯噻嗪（hydrochlorothiazide，HCTZ，HCT 或 HZT）
- Bendroflumethiazide（英语：Bendroflumethiazide）
- Benzthiazide（英语：Benzthiazide）
- Chlorthalidone（英语：Chlorthalidone）
- Chlorothiazide（英语：Chlorothiazide）
- Hydroflumethiazide（英语：Hydroflumethiazide）
- Polythiazide（英语：Polythiazide）
- Trichlormethiazide（英语：Trichlormethiazide）
- Cyclopenthiazide（英语：Cyclopenthiazide）
- Methyclothiazide（英语：Methyclothiazide）
- Cyclothiazide（英语：Cyclothiazide）
- Mebutizide（英语：Mebutizide）
- Altizide（英语：Altizide）
- Epitizide（英语：Epitizide）

## 外部連結
- Diagram at cvpharmacology.com（页面存档备份，存于）
- "10 Different Types Of Diuretics" by Tom Pisarski